# André Lazaroni
André Luiz Lazaroni de Moraes, conhecido como André Lazaroni, anteriormente conhecido como André do PV (Duque de Caxias, 3 de dezembro de 1976), é um advogado especialista em direito ambiental, e político brasileiro, filho da ex-vereadora e escritora Dalva Lazaroni. Fundou o PMDB-Verde, uma linha ambiental no Partido do Movimento Democrático Brasileiro.
Nos primeiros mandatos como deputado estadual foi responsável pela proibição da comercialização de madeira sem o certificado do IBAMA, a criação do código ambiental do Rio de Janeiro, a instalação do Batalhão de Polícia Florestal e de Meio Ambiente (BPFMA) no Parque Nacional da Tijuca e a lei que criou o Selo Verde para as empresas que promoverem o destino final adequado para produtos plásticos. 

## Biografia
Formou-se em Direito pela Universidade Veiga de Almeida. Eleito nos anos de 2002 e 2006 deputado estadual pelo Partido Verde, desempenha um trabalho no combate a crimes ambientais e a maus tratos e tráfico de animais. Foi autor do Código Estadual de Meio Ambiente, que tem o intuito de elucidar as leis ambientais do estado do Rio de Janeiro.
Foi reeleito Deputado Estadual pelo Rio de Janeiro, pelo PMDB, em 2010, com 49.839 votos. Foi presidente das comissões de Defesa do Meio Ambiente, de Obras Públicas, de Educação e de Emendas Constitucionais e Vetos da Assembleia Legislativa do Rio de Janeiro, além de se tornar o líder do PMDB na casa do legislativo fluminense.
Em fevereiro de 2013, licenciou-se da Alerj e assumiu a Secretaria de Estado de Esporte e Lazer do Rio de Janeiro e a presidência da Superintendência de Desportos do Estado (SUDERJ) a convite do então governador Sérgio Cabral Filho durante os preparativos para a Copa do Mundo FIFA 2014 e os Jogos Olímpicos de 2016. O período também foi marcado pela interiorização do esporte no estado, com a criação de academias funcionais, escolas de futebol em parceria com o jogador Léo Moura, academias de artes marciais sob a chancela de lutadores como Anderson Silva e Vitor Belfort. A secretaria também implementou o maior programa esportivo da América Latina, o Esporte RJ, que atendia a cerca de 300 mil pessoas, em mil núcleos espalhados por todo o estado.  No Poder Executivo, permaneceu até abril de 2014, retornando à Assembleia Legislativa como deputado estadual. 
Em 2014, foi reeleito para a Legislatura 2015-2019.
Em abril de 2015, votou a favor da nomeação de Domingos Brazão para o Tribunal de Contas do Estado do Rio de Janeiro, nomeação que foi muito criticada na época.
Em 13 de novembro de 2017 foi exonerado da Secretaria Estadual de Cultura pelo governador Luiz Fernando Pezão (PMDB) com o objetivo de garantir a aprovação da indicação de Albertassi para o TCE (Tribunal de Contas do Estado), que acabou não ocorrendo com a deflagração da Operação Cadeia Velha.
Albertassi e mais três parlamentares foram detidos na quinta-feira (16 de novembro de 2017). Eles tiveram a prisão decretada a pedido do MPF (Ministério Público Federal) no âmbito da Operação Cadeia Velha, desdobramento da Lava Jato.
Em 17 de novembro de 2017, votou pela revogação da prisão dos deputados Jorge Picciani, Paulo Melo e Edson Albertassi, denunciados na Operação Cadeia Velha, acusados de integrar esquema criminoso que contava com a participação de agentes públicos dos poderes Executivo e do Legislativo, inclusive do Tribunal de Contas, e de grandes empresários da construção civil e do setor de transporte. Em sua justificativa de voto, ainda citou Bertolt Brecht como se fosse um personagem da Escolinha do Professor Raimundo, confundindo com Bertoldo Brecha.
Afirmando que "precisa ocupar espaços no legislativo", o deputado decide permanecer na Alerj e em 28 de novembro de 2017 é eleito como o novo presidente do Conselho de Ética da Assembleia, cargo antes ocupado por Albertassi.
Em 09 de novembro de 2020 foi nomeado pelo Governador do Estado do Rio de Janeiro em exercício, Cláudio Castro, para a pasta recém recriada da Secretaria de Estado de Governo, responsável pela articulação política.